# Comuna Peredmistea, Buceaci
Peredmistea (în ucraineană Передмістя) este o comună în raionul Buceaci, regiunea Ternopil, Ucraina, formată din satele Peredmistea (reședința) și Zalișciîkî.

## Demografie
Componența lingvistică a comunei Peredmistea
     Ucraineană (100%)
Conform recensământului din 2001, toată populația comunei Peredmistea era vorbitoare de ucraineană (100%).